# The Golden Section
The Golden Section è un album di John Foxx, pubblicato nel settembre 1983.

## Tracce
1. "My Wild Love" – 3:45
2. "Someone" – 3:30
3. "Your Dress" – 4:26
4. "Running Across Thin Ice With Tigers" – 5:37
5. "Sitting at the Edge of the World" – 4:23
6. "Endlessly" – 4:18
7. "Ghosts on Water" – 3:12
8. "Like a Miracle" – 5:10
9. "The Hidden Man" – 5:44
10. "Twilight's Last Gleaming" – 4:24 Prodotto da Mike Howlett

### Edizione CD 2001: tracce bonus
1. "Dance With Me" – 3:29
2. "The Lifting Sky" – 4:28
3. "Annexe" – 3:10
4. "Wings and a Wind" – 5:15
5. "A Kind of Wave" – 3:37
6. "A Woman on a Stairway" – 4:29

### Edizione Deluxe 2008: CD bonus
1. "Endlessly" (single version) – 3:52
2. "My Wild Love" (early version) – 2:48
3. "A Long Time" (alternative version) – 5:04
4. "Annexe" – 3:10
5. "Sitting at the Edge of the World" (alternative version) – 3:59
6. "A Kind of Wave" – 3:38
7. "Twilight's Last Gleaming" (early version) – 3:51
8. "Running Across Thin Ice With Tigers" (extended mix) – 5:50
9. "A Woman on a Stairway" – 4:26
10. "The Lifting Sky" – 4:50
11. "Shine on Me" – 3:46
12. "Young Man" – 2:56
13. "Wings and a Wind" – 5:17
14. "The Hidden Man" (alternative version) – 4:41
15. "Dance With Me" – 3:30
16. "Endlessly" (alternative extended mix) – 6:03

## Formazione
- Kevin Armstrong – chitarra
- Blair Cunningham – batteria
- Jo Dworniak – basso elettrico
- John Foxx – voce, chitarra, tastiere, Magnetic Choir
- Zeus B. Held – tastiere
- Mike Howlett – basso elettrico, batteria
- J. J. Jeczalik – Fairlight CMI programming
- James Risborough – corista
- Robin Simon – chitarra
- Paul "Wix" Wickens – batterie, tastiere